# Nyctonympha taeniata
Nyctonympha taeniata là một loài bọ cánh cứng trong họ Cerambycidae.